# Kostrzyn (stacja kolejowa)
Kostrzyn – stacja kolejowa w Kostrzynie nad Odrą, w województwie lubuskim, w Polsce. Według klasyfikacji PKP ma kategorię dworca lokalnego. Jest ważnym węzłem kolejowym. Obsługuje połączenia zarówno w głąb kraju jak i w kierunku Niemiec.

## Ruch pasażerski
| Rok   | Wymiana roczna | Wymiana pasażerska na dobę | miejsce w Polsce |
| ----- | -------------- | -------------------------- | ---------------- |
| 2017. | 621 000        | 1700                       |                  |
| 2018  | 657 000        | 1 800                      |                  |
| 2019. | 730 000        | 2 000                      |                  |
| 2020. | 483 00         | 1 100                      |                  |
| 2021. | 548 000        | 3 000                      |                  |
| 2022. |                | 2 000                      |                  |

## Historia
Dworzec został wybudowany w latach 1872–1874. Jako jeden z nielicznych budynków w Kostrzynie nie został całkowicie zniszczony podczas II wojny światowej. Po wojnie dworzec przeszedł remont, jednak w trudnych powojennych czasach używano kiepskich materiałów. W 2012 roku rozpoczął się gruntowny remont dworca zakończony jesienią 2014 roku. W ramach modernizacji została odnowiona i uzupełniona zabytkowa elewacja, która podlega nadzorowi konserwatora zabytków. Odnowiono też wszystkie pomieszczenia związane z obsługą podróżnych - hol, kasy biletowe, toalety. Dworzec został przystosowany do potrzeb osób niepełnosprawnych poprzez likwidację barier architektonicznych, dostosowanie toalet i zamontowanie wind. Wartość inwestycji to 7,7 mln złotych netto. Przebudowa finansowana była ze środków własnych PKP S.A. i budżetowych.

## Dodatkowe informacje
Stacja jest unikalną budowlą, dwupoziomową z krzyżowym usytuowaniem peronów (jeden z dwóch tego rodzaju obiektów w Polsce – drugi znajduje się w Kępnie).

## Połączenia
- Küstrin-Kietz > Berlin-Lichtenberg > Berlin Ostkreuz[7]
- Gorzów Wlkp. > Krzyż > Wronki > Szamotuły > Poznań Główny
- Gryfino > Szczecin Główny > Międzyzdroje > Świnoujście
- Rzepin > Zielona Góra > Głogów > Wrocław Główny